# Exeter (Rhode Island)
Exeter ist ein Ort im Washington County in Rhode Island in den Vereinigten Staaten. Er liegt zwischen Connecticut im Osten und North Kingstown im Westen. Außerdem wird der Ort im Norden von West Greenwich und East Greenwich sowie im Süden von Hopkinton, Richmond und South Kingstown begrenzt. Die Postleitzahl von Exeter ist 02822. Das U.S. Census Bureau hat bei der Volkszählung 2020 eine Einwohnerzahl von 6.460 ermittelt.
Exeter wurde nach dem Earl of Exeter benannt.

## Geografie
Nach dem United States Census Bureau hat der Ort eine Gesamtfläche von 151,2 km², von denen 149,5 km² Land und 1,7 km² (1,15 % der Gesamtfläche) Wasser sind.
Exeter hat zusammen mit West Greenwich ein öffentliches Schulsystem.

## Geschichte
Exeter ist unter Folkloristen als die Stelle des am besten dokumentierten Falles während der Vampirpanik von Neuengland bekannt, bei der der Leichnam von Mercy Brown 1892 exhumiert wurde.

### Geplante Stadt Westconnaug
Im Februar 2008 schlug der Rhode Island State Repräsentant Nicholas Gorham der Legislatur die Bildung einer neuen Stadt, die die Landgemeinden inkl. Scituate umfassen soll, vor. Andere Orte die Teil der geplanten Stadt Westconnaug sein werden, sind West Greenwich, East Greenwich, Exeter, Foster, Glocester und der westliche Teil von Coventry.

## Attraktionen und historische Stätten in Exeter
- Yawgoo Valley ist das einzige Skigebiet in Rhode Island.
- Austin Farm Road Agricultural Area
- Baptist Church in Exeter
- Fisherville Historic and Archeological District
- Hallville Historic and Archeological District
- Lawton's Mill
- Simon Lillibridge Farm
- Parris Brook Historic and Archeological District
- Queen’s Fort
- Sodom Mill Historic and Archeological District